# 柏原市立玉手中学校
柏原市立玉手中学校（かしわらしりつ たまてちゅうがっこう）は、大阪府柏原市にある公立中学校。

## 沿革
- 1985年4月1日 - 柏原市立国分中学校より分離開校。
- 1985年11月5日 - 開校記念式典を実施。この日を創立記念日とする。
- 1995年 - 文部省・柏原市教育委員会から、心身障害児理解推進校に指定される。

## 通学区域
- 柏原市立玉手小学校と柏原市立旭ヶ丘小学校の通学区域。
  - 柏原市 玉手町、片山町、石川町、円明町、国分西1-2丁目、旭ヶ丘1-4丁目。

## 交通
- 近鉄大阪線 河内国分駅 西へ約1.3km。
- 近鉄南大阪線・道明寺線 道明寺駅 東へ約1km。